# 糸魚川ラジオ中継局
糸魚川ラジオ中継局（いといがわラジオちゅうけいきょく）は、新潟県糸魚川市にあるNHK新潟放送局とBSN新潟放送の中波放送中継局の総称。送信施設としての名称は、NHKが糸魚川ラジオ中継放送所、BSNが糸魚川ラジオ放送局である。

## 概要
- 当中継局は、糸魚川市南寺島2丁目6番（姫川運動広場）にあり、糸魚川市内や周辺地域へ電波を発射している。
- NHKとBSNとの共同建設で設置され、設計の際には耐雷強化に配慮している[1]。
- なお、同じ糸魚川市内にあるテレビ中継局とFM放送については糸魚川中継局を参照のこと。

## 中継局概要
| 放送局名         | 周波数  | 空中線電力 | 放送対象地域 | 放送区域内世帯数 | 運用開始日    |
| NHK新潟ラジオ第1 | 999kHz  | 100W       | 新潟県       | 17,631世帯       | 1983年3月10日 |
| BSN新潟放送      | 1530kHz | 100W       | 新潟県       | 17,631世帯       | 1983年4月1日  |